# Dylan Rocher
Pour les articles homonymes, voir Rocher.
Dylan Rocher, né le 17 décembre 1991 au Mans (Sarthe), est un joueur de pétanque français. En 2012, il devient champion du monde de triplette.

## Biographie
Dylan Rocher est né le 17 décembre 1991 au Mans. Il commence la pétanque à l'âge de trois ans. Il pratique d'abord ce sport au sein de sa famille, avec son grand-père et son père, Bruno Rocher, également champion du monde en 2004. Dès l'âge de dix ans, il remporte son premier concours régional, en tête à tête. Il participe aux tournois séniors en triplette avec son père et Bruno Le Boursicaud,.
En 2005, il se fait connaître sur la scène internationale en remportant le championnat du monde juniors avec ses coéquipiers de l'équipe de France.
En 2006, il devient le plus jeune joueur à entrer dans le dernier carré d'un championnat de France séniors en s'inclinant en demi-finale du tête-à-tête alors qu'il est seulement âgé de 14 ans.
En 2007, il s'incline avec son père et Stéphane Robineau en finale du France triplette alors qu'il n'a que 15 ans et qu'il tire de tête.
À 18 ans, en 2010, il remporte son premier trophée du Mondial la Marseillaise, avec Stéphane Robineau et Antoine Dubois.
En 2011, il remporte son premier championnat de France dans la catégorie seniors, le doublette avec Stéphane Robineau.
En 2012, il remporte sa deuxième édition de la Marseillaise, avec une triplette également formée de Antoine Dubois et Stéphane Robineau. En 2012, il remporte son premier championnat du monde séniors de triplette avec l'équipe de France en compagnie d'Henri Lacroix, Bruno Le Boursicaud et Philippe Suchaud.
La triplette Stéphane Dubois, Stéphane Robineau et Dylan Rocher conserve son titre sur la Marseillaise. Le mois suivant, il remporte le Mondial de Millau avec Robineau.
En 2017, il remporte pour la quatrième fois de sa carrière le Mondial la Marseillaise, associé à Henri Lacroix et Stéphane Robineau. Il est considéré comme l'un des meilleurs tireurs mondiaux. En 2018, avec sa femme Lucie Rousseaux, il devient papa d'une fille prénommée Maylie. En septembre 2018, au Canada, il remporte le titre de champion du monde de tir de précision et il s'impose également en triplette avec Philippe Quintais, Henri Lacroix et Philippe Suchaud.
Le 20 novembre 2021, aux championnats du monde il remporte son deuxième titre mondial en tir de précision, en battant en finale l'italien Diego Rizzi sur le score de 45 à 40,. Le lendemain (21 novembre 2021), il remporte avec ses coéquipiers (Henri Lacroix, Philippe Quintais et Philippe Suchaud) de Équipe de France le titre de champion du monde triplette, son troisième dans cette catégorie.

## Clubs
Dylan Rocher évolue au sein de différents clubs depuis ses débuts. C'est d'abord JSA Allonnes où il a commencé, puis le Club Rocher Le Mans, le club du DUC de Nice, de l'ABC Draguignan et depuis 2019 le club du FIP Fréjus.

## Gains et ressources
Dylan Rocher pratique un sport où le professionnalisme n'existe pas. Comme un certain nombre d'autres pratiquants de la pétanque, il a un statut de sportif de haut niveau, ce qui lui permet de compenser les pertes dues à ses nombreuses absences à son travail, employé au cabinet du maire de Draguignan. Il avoue ainsi « toucher 4 000 à 5 000 € d'aide », estimant ses gains à environ « 15 000 à 16 000 € par an ». Les gains par triplette pour un tournoi national sont de l'ordre de 900 €. Lors du tournoi de Nice en 2015, ces gains sont de 1 000 € par joueur pour la triplette vainqueur. En 2018, la triplette vainqueur du Mondial la Marseillaise à pétanque remportait 4 500 euros.

## Palmarès
Son palmarès est le suivant :

### Jeunes

#### Championnats du Monde

##### Champion du Monde
- Triplette Juniors 2005 (avec Kévin Malbec, Tony Perret et Angy Savin) :  Équipe de France
- Triplette Juniors 2007 (avec Mathias Camacaris, Angy Savin et Logan Clère) :  Équipe de France

##### Troisième
- Tir de précision Juniors 2007

#### Championnats d'Europe

##### Champion d'Europe
- Triplette -18 ans 2006 (avec Florent Coutanson, Jean Feltain et Kévin Malbec) :  Équipe de France
- Tir de précision -18 ans 2006
- Triplette 2008 -18 ans : (Florent Coutanson, Gaëtan Blaszczak, Vianney Moureau-Fontan) :  Équipe de France
- Triplette Espoirs 2009 (avec Jérémy Darodes, Jean Feltain et Mickaël Jacquet) :  Équipe de France
- Triplette Espoirs 2011 (avec Florent Coutanson, Jean Feltain et Kévin Malbec) :  Équipe de France
- Triplette Espoirs 2013 (avec Logan Amourette, Florent Coutanson et William Dauphant) :  Équipe de France

#### Championnats de France

##### Champion de France
- Triplette Cadets 2005 (avec Guéven Rocher et Kévin Ribemont) : JSA Allonnes
- Triplette Juniors 2008 (avec Guéven Rocher et Florent Coutanson) : Club Rocher Le Mans

### Séniors

#### Championnats du Monde

##### Champion du Monde
- Triplette 2012 (avec Henri Lacroix, Bruno Le Boursicaud et Philippe Suchaud) :  Équipe de France
- Triplette 2018 (avec Henri Lacroix, Philippe Quintais et Philippe Suchaud) :  Équipe de France
- Tir de Précision 2018
- Tir de Précision 2021
- Triplette 2021 (avec Henri Lacroix, Philippe Quintais et Philippe Suchaud) : Équipe de France
- Doublette 2023 (avec Christophe Sarrio) : Équipe de France
- Tir de Précision 2023

##### Finaliste
- Doublette mixte 2023 (avec Audrey Bandiera) : Équipe de France

##### Troisième
- Triplette 2016 (avec Henri Lacroix, Bruno Le Boursicaud et Philippe Suchaud) :  Équipe de France
- Triplette 2024 (avec Henri Lacroix, Philippe Suchaud et Jean Feltain) : Équipe de France

#### Jeux mondiaux

##### Vainqueur
- Doublette 2013 (avec Henri Lacroix) :  Équipe de France

#### Championnats d'Europe

##### Champion d'Europe
- Triplette 2011 (avec Michel Loy, Kévin Malbec et Jean-Michel Puccinelli) :  Équipe de France
- Tir de précision 2011
- Triplette 2013 (avec Jean Feltain, Kévin Malbec et Zvonko Radnic) :  Équipe de France
- Tir de précision 2013
- Triplette 2015 (avec Michel Loy, Henri Lacroix et Damien Hureau) :  Équipe de France
- Tir de précision 2017
- Triplette 2017 (avec Philippe Quintais, Henri Lacroix et Philippe Suchaud) :  Équipe de France

##### Troisième
- Tir de précision 2015

#### Coupe d'Europe des Clubs

##### Vainqueur
- 2017 (avec Yolanda Matarranz, Lucie Rousseaux, Christine Saunier, Stéphane Robineau, Henri Lacroix, Robin Rio, Ludovic Montoro, Jean-Michel Puccinelli et Jean Casale) : ABC Draguignan
- 2021 (avec Stéphane Robineau, Henri Lacroix, Philippe Ziegler, Jean-Michel Puccinelli, Robin Rio, Lucie Rousseaux et Christine Saunier) : Fréjus International Pétanque[17]

#### Championnats de France

##### Champion de France
- Doublette 2011 (avec Stéphane Robineau) : Club Rocher Le Mans
- Doublette mixte 2012 (avec Christine Saunier) : Duc de Nice
- Tête-à-tête 2014 : ABC Draguignan
- Tête-à-tête 2015 : ABC Draguignan
- Doublette 2016 (avec Henri Lacroix) : ABC Draguignan
- Doublette mixte 2017 (avec Christine Saunier) : ABC Draguignan
- Triplette 2017 (avec Stéphane Robineau et Henri Lacroix) : ABC Draguignan
- Doublette 2017 (avec Henri Lacroix) : ABC Draguignan
- Triplette 2018 (avec Henri Lacroix et Stéphane Robineau) : ABC Draguignan
- Doublette 2018 (avec Henri Lacroix) : ABC Draguignan
- Doublette 2019 (avec Henri Lacroix) : Fréjus International Pétanque
- Doublette mixte 2021 (avec Christine Saunier) : Fréjus International Pétanque[18]
- Triplette 2022 (avec Henri Lacroix et Stéphane Robineau) : Fréjus International Pétanque
- Doublette 2023 (avec Diego Rizzi) : Fréjus International Pétanque

Finaliste
- Triplette 2007 (avec Stéphane Robineau et Bruno Rocher) : Club Rocher Le Mans
- Doublette mixte 2014 (avec Christine Saunier) : ABC Draguignan
- Doublette mixte 2015 (avec Christine Saunier) : ABC Draguignan
- Tête à tête 2016 ABC Draguignan

#### Coupe de France des clubs

##### Vainqueur
- 2017 (avec Christine Saunier, Yolanda Matarranz, Lucie Rousseaux, Henri Lacroix, Stéphane Robineau, Ludovic Montoro, Sony Berth, Robin Rio et Romain Fournie) : ABC Draguignan
- 2020 (avec Christine Saunier, Lucie Rousseaux, Dimitri Stackov, Benji Renaud, Robin Rio, Laurent Matraglia, Ludovic Montoro, Stéphane Robineau et Henri Lacroix) : Fréjus International Pétanque[19]

#### Masters de pétanque

##### Vainqueur
- 2011 (avec Michel Loy, Kévin Malbec et Jean-Michel Puccinelli)
- 2012 (avec Henri Lacroix, Bruno Le Boursicaud et Philippe Suchaud)
- 2016 (avec Henri Lacroix, Bruno Le Boursicaud et Philippe Suchaud)
- 2023 (avec Stéphane Robineau, Diego Rizzi et Jean Feltain)

#### Trophée des villes

##### Vainqueur
- 2007 (avec Bruno Rocher, Guéven Rocher et Stéphane Robineau) : Le Mans
- 2012 (avec Philippe Suchaud, Ludovic Montoro et Daniel Rizo) : Nice
- 2014 (avec Romain Fournié, Stéphane Robineau et Jessy Lacroix) : Draguignan
- 2017 (avec Henri Lacroix, Stéphane Robineau et Sony Berth) : Draguignan

#### Mondial La Marseillaise

##### Vainqueur
- 2010 (avec Antoine Dubois et Stéphane Robineau)
- 2012 (avec Antoine Dubois et Stéphane Robineau)
- 2013 (avec Antoine Dubois et Stéphane Robineau)
- 2017 (avec Henri Lacroix et Stéphane Robineau)

##### Finaliste
- 2020 : (avec Stéphane Robineau et Jean-Marc Foyot)

#### Millau

##### Mondial à pétanque de Millau (2003-2015)
Vainqueur
- Tête-à-tête 2011
- Doublette 2012 (avec Henri Lacroix)
- Doublette 2013 (avec Stéphane Robineau)
- Triplette 2014 (avec Henri Lacroix et Philippe Suchaud)
- Doublette 2015 (avec Stéphane Robineau)

##### Festival International de Pétanque de Millau (2016-)
Vainqueur
- Tête-à-tête 2016
- Tête-à-tête 2017
- Triplette 2017 (avec et Stéphane Robineau[20] et Fabio Zeni)

#### Passion Pétanque Française (PPF)

##### Vainqueur de la Grande Finale PPF
- Saison 2017 (avec Henri Lacroix et Stéphane Robineau)
- Saison 2018 (avec Henri Lacroix et Stéphane Robineau)
- Saison 2019 (avec Henri Lacroix et Stéphane Robineau)
- Triplette 2021 (avec Stéphane Robineau et Henri Lacroix)[21]
- Triplette mixte 2021 (avec Kaylie Victoor-Demeter et Stéphane Robineau)[20]

##### Finaliste
- Triplette 2022 (avec Henri Lacroix et Stéphane Robineau)[22]

#### Autres titres

##### EuroPétanque
Vainqueur 
- Triplette 2019 (avec Stéphane Robineau et Henri Lacroix)
- Triplette 2022 (avec Henri Lacroix et Jean François Hunon)

##### Bol d'Or International de Genève
Vainqueur
- 2008 : Team Foyot (avec Jean-Marc Foyot, Zvonko Radnic et Jean-Michel Xisto)

#### Classement général des Nationaux par saison
- 2008 : 6e
- 2009 : 1er
- 2010 : 5e
- 2011 : 2e
- 2012 : 1er
- 2013 : 2e
- 2014 : 1er
- 2015 : 1er
- 2016 : 6e
- 2017 : 1er
- 2018 : 1er
- 2019 : 1er

### Tournois Internationaux
- Vainqueur du 1er Trophée international individuel Henri Bernard en 2014.
- Vainqueur du Trophée Obut en 2007 (avec Bruno Rocher, Guéven Rocher et Stéphane Robineau) Le Mans

## Records
Recordman du monde de tir de précision avec 69 points réalisé à Millau en 2010. (Non homologué).
Exhibition tir : codétenteur du record du monde de tir des 1 000 boules en une heure le 10 mai 2011 à Dreux. Les tireurs : Stéphane Robineau (93 tirées), Damien Hureau (91), Philippe Quintais (94), Kévin Malbec (81), Christophe Sévilla (84), Philippe Suchaud (86), Julien Lamour (84), Michel Loy (83), Dylan Rocher (89) et Christian Fazzino (91). Soit 876 sur 1 000 en 53 minutes et 25 secondes.
Le 9 juin 2016 à Béziers « 879 boules frappées » avec Stéphane Robineau (86), Dylan Rocher (84), Kahled Lakhal (78), Jean-Michel Puccinelli (88), Philippe Quintais (93), Carlos Rakotoarivelo (87), Maison Durk (92), Charles Weibel (84), Philippe Suchaud (94), et Diego Rizzi (93).